# داد الله
داد الله ويطلق عليه الملا داد الله (1966 - 2007) هو مسؤول عسكري في حركة طالبان الأفغانية وأحد نشطاء المقاومة في أفغانستان. في نوفمبر 2001 تمكن من الفرار من حصار ولاية قندوز، وهو القائد الطالباني الوحيد الذي رفض الاستسلام لقوات التحالف، ويعتقد انه عاد إلى قريته كاجاي بولاية هلمند. وردت تقارير صحفية على انه تم الإمساك به في 19 مايو 2006 ولكن ليس هناك دليل على ذلك.

## نشأته
ولدالملا داد الله سنة 1967م في محافظة (أروزجان) بمديرية (دهرا ود)
في بيت الحاج عبد الله، ينتمي الشهيد إلى فرع (دورزي) من قبيلة (سنزر خيل) التي تعتبر أحد الأفخاذ الكبيرة من قبيلة (كاكر) التي تعتبر إحدى القبائل البشتونية الشهيرة في أفغانستان.
كان الملا داد الله نموذجا مثاليا للفضل والتقوى والأخلاق الإسلامية الفاضلة منذ صباه، لأنه نشأ وتربّى في إحدى البيوت الشريفة التي كانت مطمع أنظار الناس ومحط تقديرهم واحترامهم في المنطقة. وكان والده حفظه الله يعرف بالتدين والحب للعلماء وطلبة العلم وتقديم كل عون وخدمة لهم، ولذلك وقف أبناءه الأربعة لتعلم العلم الشرعي.

## التعلم والدراسة
إن تعلم العلوم الدينية في أفغانستان لم يكن منظما في إطار أكاديمي تشرف الحكومة أو الجهات التعليمية عليه، بل كان يتم بطريقة تقليدية على العلماء المشهورين في كتاتيب أو حلقات علمية في المساجد أو الحجرات الخاصة لهذا الغرض، هذا النظام وإن كانت فيه من النقائص إلا أنه كان يمتاز بمزية هامة وهو تحرره من سيطرة الحكومات العلمانية التي شوهت صورة الدين في المناهج التعليمية الحكومية، وفي هذا النظام التعليمي الحر بدأ الملا داد الله دراسته الدينية الابتدائية على علماء البلد إلى جوار أخويه الكبيرين (الملا حاجي لالا) و(الملا منصور).
وقد استطاع الشهيد داد الله بذكائه الفائق أن يصل إلى المرحلة المتوسطة في زمن قصير جدا. وكان لا زال في المرحلة المتوسطة حتى احتل الروس أفغانستان. كان الشهيد داد الله آنذاك قد بلغ جديدا سن الرشد وكانت عواطفه الجياشة وتوجهاته الفكرية تجره إلى العمل العسكري والالتحاق بقافلة الجهاد وكان يشغله الشاغل في ذلك العمر المبكر هو التفكر والانشغال بالآيات القرآنية المباركة والأحاديث النبوية الشريفة التي تتحدث عن مقاتلة الكفار وفضل الجهاد والاستشهاد، وكان يدرك من ذلك العهد المبكر أهمية الجهاد بين الأحكام الشرعية الأخرى.
يحكي أخوه الكبير (الحاج لالا) عن شغفه للجهاد فيقول: كان داد الله يجمع رفاقه الشباب الجدد وكان يسألهم عن أحب عمل إليهم فكانوا يذكرون له أعمالا شتى، وحين كان يأتي دوره كان يقول لهم: (إن أحب عمل إليّ هو: الجهاد وقتال الكفار وجها لوجه).

## المنهج وانتمائه الفكري
إن الشهيد داد الله كان على عقيدة أهل السنة والجماعة من أتباع المدرسة الديوبندية الحنفية الماتريدية، وكان يربي إخوانه من المجاهدين على هذه العقيدة الصحيحة.
ومن أقواله في هذا الصدد: إن العقيدة الصحيحة لهي أساس لجميع العبادات بما فيها الجهاد، فقبل كل شيء يجب على المجاهد أن يكون ذا عقيدة صافية صحيحة وهي عقيدة السلف الصالح من هذه الأمة.
كان يرفض الخرافات البدعية بشدة كما كان يخالف فتنة التحزب والخلافات السياسية بين أبناء الأمة وكان من أشد منكري الفكر الديمقراطي وكان يرى الديمقراطية منافية ومخالفة للمنهج الإسلامي الصحيح.

## جهاده
يقول (الحاج لا لا) الأخ الأكبر لداد الله : خرج داد الله للجهاد المسلح ضد الروس عام 1983م ودخل المعركة الأولى ضد الجيش الأحمر في قرية (شاهين) بمديرية (أرغنداب) تحت قيادة القائد (المولوي أختر محمد) وقد أبدى فيها بسالة فائقة وأبلى بلاء حسنا في صد هجوم الروس على القرية، مما جعل المجاهدين الكبار يعترفون له بالشجاعة والمهارة في القتال.
كان داد الله يعتبر آنذاك أصغر المجاهدين في الجبهة عمراً ولكنه كان أشرسهم قتالاً. وإلى جانب جرأته القتالية كان من أنشط المجاهدين في خدمة إخوانه المجاهدين الكبار.
ويضيف الملا منصور الأخ الثاني له في هذا الصدد ويقول: لقد حاصر الروس مرة مديرية أرغنداب من كل الجهات براً وجواً وحشدوا قوات عظيمة للسيطرة على هذه المديرية، ووقع المجاهدون في الحصار الشديد، وكان داد الله من بين المجاهدين فكان يقضي نهاره كله في قتال شاق ضدالروس وبالليل كان يخبز ويعد الطعام للمجاهدين إلى وقت الفجر حتى أنه عجن مرة 150 كيلو غراماً من الدقيق وخبزه لوحده ولم يشاركه في هذا العمل أحد.
وبعد هزيمة الروس وانسحابهم انتقل داد الله برفقة أخويه الكبيرين من محافظة قندهار إلى محافظة هلمند لمواصلة الجهاد ضد الشيوعيين في جبهة القائد الشهيد الملا محمد نسيم آخوند زاده، وبعد أن قضى سنة في هلمند عاد ثانية إلى قندهار وواصل جهاده تحت قيادة المولوي أختر محمد إلى أن سقطت الحكومة الشيوعية في أفغانستان ودخل المجاهدون العاصمة.
ثم نشبت الحروب الأهلية وتسابقت المنظمات الجهادية في تحالف بقايا الشيوعيين، ودخل البلد في فتنة عمياء، واستلمت جماعات المليشيا واللصوص وقطاع الطرق زمام أمور البلاد، وفي مثل هذه الظروف لم يكن في مقدور شخص كالملا داد الله أن يفعل شيئاً أو يغير وضعا، فرأى من الأنسب أن يتجه إلى المدرسة ويكمل دراسته التي شغله عنها الجهاد منذ سنين، فذهب إلى مدينة كويتا الباكستانية وبدأ دراسته في مدرسة المولوي شفيع الله أولا ثم انتقل منها إلى مدرسة الشيخ عبد العلي الديوبندي.

## انضمامه إلى حركةطالبان
كان لا زال مشغولا بالدراسة حين بدأ الملا محمد عمر المجاهد حركة طالبان وأعلن الجهاد ضد الظلم والفساد الذين حوّلا البلد إلى جحيم يكتوي بنارها كل من يسكن فيه. فما أن سمع داد الله بالحركة حتى سارع إليها وانضم إلى صفها ليعمل جاهداً لتطبيق حكم الله في هذا البلد. فترك دراسته مرة أخرى وجمع حوله عشرين طالباً من إخوانه وبدأ الجهاد المسلح تحت قيادة الملا محمد عمر المجاهد
وبدأ برفقة إخوانه العشرين بطرد المفسدين من مديرية ” بنجوايي ” ثم تابع سيره في تطهير البلد من المفسدين بدءً بمديرية ” بولدك ” الحدودية ومروراً بـ ” تخت بول ” ومطار قندهار ووصولاً إلى مدينة قندهار وجميع مديرياتها.
وقد برز داد الله في هذه المعارك كقائد محنك يتحلى بالدهاء والإقدام يقود إخوانه من نصر إلى نصر بإذن الله، يشق لهم الطريق بصبره وإقدامه وتوكله على الله.
وبعد السيطرة الكاملة على قندهار توجه إلى مسقط رأسه ولاية ” أوروزجان ” واستخدم هناك أسلوب الدعوة وإقناع الناس بإفادية حركة طالبان فكان لهذا الأسلوب أثره العظيم حيث لم تقع هناك أية معركة ضد طالبان وانضمت الولاية كلها لطالبان من دون قتال ودماء.
وبعد السيطرة السلمية على محافظة ” أروزجان ” توجه إلى محافظة هلمند وفتح فيها مديرية ” سنجين ” ثم عبر فيها إلى محافظة ” فراه ” واستولى على مديرية ” دلارام ” الواقعة على الطريق الممتد بين قندهار وهرات.
وبعد إحكام السيطرة على المناطق المفتوحة توجه إلى محافظة ” زابل ” التي توصل قندهار بالعاصمة كابول ففتح زابول وغزني ووردك إلى أن وصل إلى “ميدان شهر” على مشارف كابول. ثم اتجه إلى الشرق ليفتح ولاية ” لوجر” برفقة إخوانه المجاهدين الآخرين إلى أن أطل على مدينة كابول من خط النار الأول في مديرية ” تشهار آسياب ” التي تبعد عن قلب مدينة كابول بحوالي عشرين كيلو متراً تقريباً.
وبعد فترة وجيزة من البقاء في خط النار الأول في ” تشار آسياب” أُرسل بأمر القيادة العليا مرة أخرى إلى هلمند ليواصل فتوحاته بنصر الله له ثم بحنكته الحربية إلى محافظتي ” فراه” وهرات الغربيتين.
كان داد الله لا زال في الولايات الغربية حين شوهدت تحركات هجومية للعدو على جبهة ” تشهار آسياب” في كابول التي كانت لا زالت تحت سيطرة العدو، فأرسلته القيادة مرة أخرى إلى كابول فخاض فيها معارك ضارية حتى فقد في إحدى المعارك رجله اليسرى نتيجة انفجار لغم مضاد للأفراد وقت الهجوم على خط العدو.
وبعد هذه المعارك كانت جروحه لا زالت لم تندمل حتى قاد إخوانه لفتح المحافظات الجنوبية الشرقية، فدخل أولاً إلى ” كرديز”مركز محافظة “بكتيا” ثم ذهب إلى ” خوست” ومنها عطف على ” سبينه شكه ” في السفوح الجنوبية للجبل الأبيض ” سبين غر ” ليشق منها طريقه إلى ” جلال آباد” مركز محافظة ” ننجرهار”.
وقد استطاع المجاهدون بفضل الله أن يسيطروا على هذه المناطق الشاسعة خلال مدة قصيرة جداً.
وبعد إحكام السيطرة على جلال آباد عقد المجاهدون مجلسا عسكريا لفتح كابول العاصمة، وكان داد الله يقود آلاف المجاهدين برفقة المجاهد الكبير ” الملا بور جان” وفتح الحزام الأمني لمدينة كابول في منطقة ” بول تشرخي ” والمناطق الشرقية الأخرى للمدينة. دخل إلى قلب المدينة وذهب ليسيطر على مطار كابول الدولي وقد أصيب بجروح في يده اليمنى في معركة السيطرة على المطار، ولم توقفه هذه الإصابة عن التقدم لإتمام السيطرة على بقية نواحي العاصمة.
وفي عام 1996م عُيّن بمرسوم خاص من أمير المؤمنين قائداً للفيلق المركزي في العاصمة كابول إلى جانب قيادة خط النار الممتد من محافظة “كابيسا” إلى مديرية ” شكر درة” في شمال كابول.
وتقدم برفقة إخوانه المجاهدين نحو الولايات الشمالية عن طريق فتح ممرسالنك في نفس العام وحوصر مع 1600 من إخوانه المجاهدين في “بغلان” في نكبة مزار شريف المعروفة التي حدثت نتيجة غدر الجنرال الأوزبكي عبد المالك والتي كان ضحيتها ما يقرب من عشرة آلاف مجاهد.
كان تحت المحاصرة من جميع الجهات، وكانت جميع طرق التموين والمدد قد أغلقت أمامه وحالت جبال “هندوكوش” بينه وبين كابول، ولكنه استطاع أن يفك الحصار في منطقة ” بولي خمري” وخرج سالما مع جميع إخوانه ليفتحوا ولايات ” بغلان” و“قندوز” وفيما بعد “تخار” و”سمنجان” و“مزار شريف” و“حيرتان” على شاطئ نهر “جيحون”.
وبعد فتح هذه الولايات تحدد خط النار بين طالبان وبين العدو، وكان هذا الخط من شمال وادي ” بنجشير” مروراً بجنوب “تخار” إلى ولاية ” بدخشان”, وقد عُيّن الشهيد داد الله مسئولا عسكريا عن هذا الخط.
وكان يتفقد أحوال الخط ويراقب مواضع العدو ثلاث مرات يوميا براً ومن خلال دورات تفقدية بواسطة المروحية أو الطائرة النفاثة التي كانت تستخدم لتدريب الطيارين، كان يقود المعارك ويرفع من معنويات المجاهدين ويتفقد أحوال السكان، وبعد هذه المهمة الخطيرة أرسله أمير المؤمنين إلى ولاية ” فارياب ” في شمال غرب أفغانستان وأصيب هناك مرة أخرى بطلقة بيكا (P.K) في كتفه في معركة مواجهة بينه وبين مليشيات “دوستم” الشيوعي، وقد بقيت تلك الطلقة إلى يوم استشهاده في عموده الفقري. وبعد أن برئ من جرحه أُرسل مرة أخرى إلى ولاية بغلان ليقضي على وكر الإسماعيلية الشيوعيين في وادي “كيان” وعندما تم له فتحها أُرسل إلى ولاية “باميان” ومنها أُرسل إلى ” تخار” في شمال شرق أفغانستان لتقوية صفوف المجاهدين في خطوط النار الأولى، وبعد أن اطمأن من مهمته أعيد إلى كابول ليستلم قيادة جبهة شمال كابول فلم يلبث فيها طويلاً حتى هجمت أمريكا على أفغانستان.

## قيادته لجبهة نهر جيحون في شمال أفغانستان أثناء الهجوم الأمريكي
بعد أحداث الحادي عشر من سبتمبر وإعلان أمريكا حربها على أفغانستان أرسل أمير المؤمنين داد الله الشهيد مع ثلاثة آلاف مجاهد، وجهزه بأحدث أنواع الأسلحة الثقيلة والخفيفة ليتمركز على امتداد نهر جيحون في منطقة حيرتان مقابل مدينة (ترمذ) الأزبكستانية، لأن أمريكا كانت قد اتفقت مع بعض جمهوريات آسيا الوسطى لاستخدام أراضيها في الحملة على أفغانستان، وكان الهجوم يتوقع من الأراضي الأوزبكية على مزار شريف والولايات الشمالية الغربية الأخرى، ولكن أوزبكستان حين رأت هذا العدد الكبير من المجاهدين ومعهم ثمانون راجمة للصواريخ متوسطة المدى والتي ترمي كل واحدة منها أربعين صاروخا في المرة الواحدة، ذعرت وغيرت موقفها بإذاعة بيان مفاده عدم السماح للأمريكيين باستخدام أراضيها ضد أفغانستان، فكانت إستراتيجية داد الله بعد نصر الله للمجاهدين عاملا أساسيا في عدم تطبيق الخطة الأمريكية الأولى.

## موهبته القيادية وحنكته الحربية
لم يتلق داد الله علم الحرب وسوق الجيوش من خلال منهج أكاديمي في أية ثانوية عسكرية ولم يتخرج من أية جامعة حربية، بل كانت هذه الميزة فيه من المواهب الإلهية التي حباه الله بها ليواجه بها أحدث الجيوش المدججة بأحدث المهارات الحربية، فكان يعلم كيف ينقض على العدو، وكيف يقاوم الهجمات ويفك الحصار. ولكي نوضح هذا الجانب من حياته بالأمثلة، نقدم ثلاثة نماذج من تصرفاته المحيرة، في ظروف حرجة للغاية استطاع أن ينجو فيهابنفسه ومئات من إخوانه من الهلاك أو الوقوع في الأسر الجماعي بيد العدو.

### المثال الأول
لقد حوصر الشهيد داد الله مع آلاف من إخوانه الطالبان في بغلان عام 1996م بعد سقوط مزار شريف نتيجة غدر الجنرال عبد المالك الشيوعي الذي كان قد تظاهر بالاستسلام لطالبان، فلم يكن هنالك أي طريق للخروج من شمال أفغانستان كما لم يكن هناك إمكان وصول المدد إليه، ولكنه بعبقريته العسكرية واتخاذه تدابير مناسبة للوضع والواقع استطاع بفضل الله أن يفك الحصار، ليس هذا فحسب بل استطاع أن يعيد السيطرة مرة أخرى على الولايات الشمالية التي كانت قد سيطر عليها العدو بعد الخيانة.
يحكى أخوه الكبير الملا منصور عن تلك الحادثة فيقول : حوصر داد الله عام 1996م في مدينة “بولي خمري” من محافظة بغلان مع 1600 مجاهد، ونفذت عندهم الذخيرة وانقطع عنهم المدد، ولكن الحصار لم يزعزع عزيمة داد الله، بل كان رابط الجأش وكان يشدد من عزائم إخوانه ويلقنهم الصبر والثبات في الحالات الحرجة، وفي نفس الوقت بحث عن رجل محلي من رجال الحكومة السابقة يعرف مخازن الأسلحة ومستودعات الذخيرة التي أخفاها المليشيات، فوجد الرجل المطلوب وأمده بالمال وطلب منه أن يدله على المخازن فدله الرجل عليها وقال أنها في مصنع السكر الواقعة في مركز مدينة بول خمري، كل هذا كان يتم في وقت كانت حلقة الحصار تضيق عليهم وكان الأعداء يطلبون من المجاهدين أن يستسلموا لهم مع جميع ما معهم من الأسلحة ووسائل النقل.
فأرسل داد الله رسوله إلى العدو وأظهر لهم أن يرغب في الاستسلام، ولكنه يريد أن تتم عملية التسليم بشكل جماعي في مصنع السكر، فوافق العدو على هذا الاقتراح وبدأ يحلم باستسلام جيش كامل له غافلين عما يخفيه لهم القدر من الهزائم.
فجمع داد الله جميع مجاهديه في مصنع السكر- وكان المصنع تحت سيطرة مسلحي أحد القادة المحليين الذي تظاهر بالانضمام لطالبان ولكنه كان قد تواطأ في السر مع المخالفين وكان قد وعدهم بتسليم كبار قادة طالبان الذين استضافهم في بيته لهذا الغرض- وبعد التجمع في المصنع أمر داد الله بإلقاء القبض على الحرس وفتح مخازن السلاح والذخيرة، فتسلَح المجاهدون من دون أن يعلم العدو بما جرى في المصنع، وفي الصباح حين أتى القائد المتظاهر بالانضمام إلى طالبان ليرتب أمور التسليم، كان الشهيد داد الله ينتظره مسبقا لدى الباب الرئيسي، وبمجرد وصول ذلك القائد نحاه داد الله إلى جانب، ووضع مسدسه على قلبه وأمره بأن يعيد قادة الطالبان المأسورين في بيته على الفور، فلما رأي هذا الموقف المفاجئ اتصل مباشرةً بأصحابه باللاسلكي وطلب منهم إرسال قادة طالبان على الفور.
وهكذا نجا هو وجميع أصحابه من الأسر الجماعي، ليس هذا فحسب، بل فتحوا بعد ذلك الولايات الأخرى في الشمال ومنها ولاية “كندوز” التي استغل طالبان مطارها في إيصال المدد للمحاصرين في الشمال جوا.

### المثال الثاني
حين فتح المجاهدون ولاية “كندوز” وعينوا فيها مسئولي الإدارات الحكومية فعينوا القائد “غلام” أحد القادة المحليين المنضمين إلى طالبان- على منصب القائد العام لقوات الأمن في ولاية “كندوز”، لأن طالبان كان يحسنون به الظن لكونه أخا لأحد قادة المجاهدين المشهورين في ولاية “كندوز” وهو القائد الشهيد “أمير” ولكن “غلام” كان يعمل للعدو في السر، وكانت له علاقات قريبة بزعيم المخالفين أحمد شاه مسعود الهالك، وكان يريد أن يسلم “كندوز” له بمن فيها، فدعا قادة العدو إلى بيته في مديرية “خان آباد” القريبة من خط العدو الدفاعي وكان يخطط معهم للهجوم على مدينة “كندوز”، وكان قد أرسل رسالة إلى الشهيد داد الله يأمره بالانسحاب الفوري من المناطق المفتوحة، كانت الرسالة في طريقها إلى داد الله وهو لا يعلم عن المكيدة شيئا فطلب من “غلام“ باللاسلكي- وهو يعتبره تابعا له – أن يرسل له قذائف الدبابات، ولكنه (غلام) رد بالنفي، لكن داد الله لم يصدقه وذهب مع عدد قليل من إخوانه في سيارة واحدة إلى بيت “غلام“ في خان آباد، وما أن وصل حتى أدرك أن “غلام” قد غير ولاءه ولم يعد تابعا له، فقال لمن معه : يبدو أن أمرا قد حدث وستفعلون الآن ما أقوله لكم فقط.
فمر على الحارسين من دون أن يشعرهم بشيء ودخل مفاجئا إلى الغرفة التي فيها “غلام” ومعه عدد من قادة العدو يخططون للمعركة، فتحير الجميع من هذا الحدث المفاجئ، وظنوا أن الرسالة قد وصلته وجاء ليرتب أمور التسليم، ولكن ظنونهم قد خابت حين جلس الشهيد داد الله إلى أقرب مكان من الباب، وأنزل عمامته ونزع رجله الصناعية ووضعها إلى جانب ووضع مسدسه على عمامته وأخرج اللاسلكي وبدأ يصدر الأوامر بالتقدم للجنود في الخط الأول ويأمرهم بفتح بقية مناطق العدو إلى جهة “تخار” ويذكر لهم أسماء المناطق ويرشدهم إلى طرق التقدم إلى جهة العدو من دون أن يكلم الحاضرين وأثناء أوامره للجند قال لهم بأنه الآن جالس في المجلس مع القائد “غلام” نخطط لفتح بقية مناطق ولاية “تخار“.
وبعد أن انتهى من إصدار الأوامر التفت إلى “غلام” وخاطبه بلهجة الآمر وقال له: جهز أصحابك وأخرج قذائف الدبابات والذخيرة من المخازن واستعد اليوم للحملة النهائية للقضاء على بقايا العدو في “تخار”، لأنني لا أريد أن تطول هذه القصة أكثر مما طالت.
فلما رأى الحاضرون ما جرى بدؤوا ينظرون بنكارة إلى “غلام” كأنه أوقعهم في شراك الطالبان وصار كل منهم يفكر في الخروج من هذا المأزق فخرجوا واحدا تلو الآخر، وفروا إلى جهات شتى، لأن المناطق التي كان يذكرها داد الله كانت مناطق سيطرة هؤلاء القادة، وهكذا استطاع أن يفرق جمع العدو ويقضي على مخططاته بهذه الخدعة عملا بالحديث الشريف “الحرب خدعة” وأنقذ نفسه وإخوانه من الأسر الجماعي، وأخرج فكرة الهجوم على المدينة من رأس العدو بدهائه المعروف.

### المثال الثالث
بعد سقوط مدينة مزار شريف بيد الأمريكيين بعد القصف الشديد، حوصر آلاف المجاهدين في مدينة “كندوز” واستشهد المئات الآخرون، طلب منهم الجنرال “دوستم” – الذي سلمه الأمريكيون ولايات شمال الغربي من أفغانستان – أن يسلموا له جميع ما معهم من السلاح والسيارات والعتاد، وفي مقابل هذا سوف يضمن لهم الوصول الآمن إلى قندهار، فوافق قادة طالبان “الملا فاضل” و“الملا نور الله النوري” الذين يقبعان اليوم في معتقل غوانتانامو – على هذا الاقتراح حفاظا على حياة المجاهدين، إلا أن داد الله رفض الاستسلام ومنع الآخرين أيضا من الثقة بوعود الكفار والمنافقين وقال لهم : إن موت العز في مقابل العدو أفضل من حياة الذل والاستسلام.
وكذلك طلب الأمريكيون والجنرال “دوستم” من الطالبان أي يسلموا المجاهدين العرب وغير الأفغان إلى الأمريكيين فدية عن بقية آلاف المجاهدين المحاصرين فرفض داد الله هذه الفكرة أيضا وقال لمندوب “دوستم”: نحن لسنا ممن يضحى بأرواح الآخرين في سبيل حياتهم، وإن أرواحنا ليست بأغلى من أرواحهم، إننا عزمنا على أن إما أن نصل إلى قندهار جميعا أعزاء أو نموت شهداء في سبيل الله. ثم أضاف وقال : حتى لو أردتم أن تسلمونا إدارة جميع الولايات الشمالية مقابل مجاهد غير أفغاني واحد ما قبلناها.
وبهذا الموقف الشجاع أجاب مندوب الجنرال “دوستم” ولم يلن له قطعا، وكان من قدر الله أن صدق بقية القادة وعود “دوستم” فوقعوا في الأسر الأمريكي بعد أن غدرهم “دوستم” ولكن داد الله أخذ طريقه مع ستة من المجاهدين إلى مديرية “بلخ” في مزار شريف واختفى هنالك لشهر ونصف في إحدى القرى البشتونية، وأثناء وجود الشهيد داد الله وإخوانه يوميا كانت قوات “دوستم” والقوات الأمريكية تأتي للتفتيش عنهم، وقد وصلت قوات “دوستم” في أحد الأيام إلى البيت الذي فيه داد الله ومكثت هناك نهارا كاملا في البحث والتفتيش ولكن الله حفظه منهم.
وأثناء هذا الحصار والتخفي أيضا لم يغفل الشهيد داد الله من أن يستخدم حيلة لخداع الأمريكيين ليخفف عن نفسه وعن إخوانه شدة التفتيش والملاحقة، فاتصل بجهاز الستلايت الموجود معه بإذاعة بي بي سي وقال لهم أنه وصل اليوم في الساعة الرابعة عصرا إلى قندهار بعد رحلة شاقة استغرقت أسابيع، وهذا كله تم بفضل الله ثم بمساعدة المخلصين من أهالي شمال أفغانستان، ولكنه كان لا زال في تلك القرية إلى مدة شهر ونصف. وبعد أن سمع الأمريكيون الخبر أوقفوا البحث عنه وظنوا أنه بالفعل انفلت من أيديهم.
ثم بعد شهر من هذا الاتصال خرج من الشمال بمساعدة المخلصين من العائلات البشتونية عن طريق ممر “سالنك” المعروف إلى كابول، ومن كابول ذهب إلى قندهار.

## بدأه للجهاد من جديد ضد أمريكا والحكومة الموالية للاحتلال
إن داد الله لم يكن رجل الدعة والاستكانة فما أن وصل إلى بيته، ومكوثه مع أولاده لخمسة عشر يوما حتى عاد للجهاد مرة أخرى ليفتح صفحة أخرى من البطولة والفداء
يحكي أخوه الكبير الملا منصور عن هذه المرحلة من حياة أخيه فيقول: بعد وصوله إلى البيت وجلوسه لنصف شهر، أرسلني إلى بعض أصحابه المخلصين في قندهار وطلب منهم عن طريقي أن يقوموا للجهاد ضد الأمريكيين وأن يتوكلوا على الله ولا يهابوا من قوة العدو المادية.
وهكذا بدأ الجهاد مرة أخرى بعد سقوط حكومة الإمارة الإسلامية.
إن أمنيات الأمريكيين كانت شديدة في بداية أيامهم، ولكن داد الله لم يتوقف من التردد والتنقل لجمع المجاهدين من مكان إلى مكان، مع أن شكله لم يكن غريبا على الناس، ولكن جرأته وعدم مبالاته بالأخطار جعلتاه لا يفكر في شخصه بل كان يفكر في جهاده وحركته مهما كانت النتائج. وبتاريخ /12/7/2002عين أمير المؤمنين مجلسا لإدارة الشؤون العسكرية والجهادية ضد التحالف الدولي في أفغانستان من 10أشخاص من القادة المشهورين في حركة طالبان وكان القائد الشهيد داد الله واحدا منهم.
وبعد فترة وجيزة أثمرت جهوده وبدأ الجهاد المسلح ضد الأمريكيين في الولايات الجنوبية الغربية مثل قندهار هلمند وأورزجان وزابول. ثم توسعت دائرة المقاومة والقتال إلى الولايات الأخرى، وكان الشهيد داد الله ينظم الصفوف ويرتب للعمليات، ويتفقد المجاهدين، ويخبر وكالات الأنباء والإذاعات العالمية بجهاز الستيلايت عن أخبار المجاهدين، وهكذا أصبح رجل الحرب والإعلام في وقت واحد.

## تأسيسه لجند الاستشهاديين
ومن أخطر ما قام به الشهيد داد الله في مقابل الحلف الدولي في أفغانستان إعداده جندا من الشباب الاستشهاديين الذين دوخوا القوات الصليبية، ويبلغ عدد هؤلاء الشباب إلى المئات وقد توزعوا في الولايات المختلفة من أفغانستان واستطاع هؤلاء الشباب أن يملئوا قلوب العدو من الخوف من كل شيء وفي كل مكان. ولذلك اعتبره الأمريكان أستاذ الاستشهاديين وقارنوه بالزرقاوي

## اهتمامه بالقضايا الإسلامية
إنه لم يكن رجل حرب وضرب فقط، بل كان يتابع قضايا الأمة الإسلامية، كقضية العراق وفلسطين والشيشان وغيرها من قضايا المسلمين المظلومين بكل توجه ودقة، وكان صاحب غيرة على المقدسات الإسلامية، وحين ارتكبت الجريدة الدنماركية المتطرفة جريمة طباعة الرسوم الساخرة عن رسول الله صلى الله عليه وسلم عام 2006م وخرج الملايين من المسلمين في مظاهرات التنديد والإدانة، أعلن الشهيد داد الله عن جائزة قدرها عشر كيلو غرامات من الذهب الخالص لمن يقتل مرتكب تلك الجريمة الشنعاء، وهكذا أظهر غضبه الإيماني في الدفاع عن حرمة الرسول الكريم صلى الله عليه وسلم.
وهكذا كان دوما يعلن عن تضامنه مع قضايا المسلمين في كل مكان في مقابلاته الصحفية والمناسبات الأخرى.
وفي عام 2006م أعلن عن إرساله مائة من الاستشهاديين إلى العراق بعد مقتل أبي مصعب الزرقاوي بغرض المواساة والتضامن مع المجاهدين في العراق.

إن الشهيد داد الله كلما كان يرى الفرصة سانحة يسرع إلى اغتنامها، وكان من اغتنام هذه الفرص القبض على الصحفي الإيطالي “دانيل ماستروجيا كومو” الذي تحارب قوات بلاده المجاهدين في أفغانستان، ولم يطلق سراحه إلا بعد أن حرر به أربعة من كبار المجاهدين المأسورين لدى الحكومة العميلة وهم الأستاذ “محمد ياسر” رئيس اللجنة الثقافية للحركة، والمفتي”لطيف الله حكيمي” الناطق الرسمي للحركة سابقا والحافظ الشهيد “حمد الله” تعالى والملا “منصور” أخو الشهيد داد الله وخليفته الآن، وقد قصمت تلك المساومة ظهر الأمريكان في أفغانستان 
1. ↑  "NATO: Taliban mastermind killed in Afghanistan - CNN.com". مؤرشف من الأصل في 2007-05-18.
2. ↑   https://de.reuters.com/article/idUSSP2297. اطلع عليه بتاريخ 2020-11-16. {{استشهاد ويب}}: |url= بحاجة لعنوان (مساعدة) والوسيط |title= غير موجود أو فارغ (من ويكي بيانات) (مساعدة)

ومرغت أنفهم بالتراب أمام العالم
.

## سمعه وطاعته
بما أن داد الله الشهيد كان يعد واحدا من أشهر وأبرز القادة الميدانيين للإمارة الإسلامية ولكن بجانب ذلك كان من أسمع الناس لأوامر أمير المؤمنين، ونذكر هنا على سبيل المثال نموذجا عن إطاعته لأوامر الأمير:
أقدم أمير المؤمنين عام 1997م بعزل القائد الملا داد الله بناء على مصلحة يراها مناسبة في ذاك الوقت وأمره باستسلام جميع ما كان بحوزته من الإمكانيات العسكرية والمادية.
وقد كان داد الله في ذاك الوقت مسئولا عن فيلق العسكري المركزي لولاية كابول العاصمة الذي كان يصل عدد العسكر فيه إلى 15000 شخصا، وفي نفس الوقت كان مسؤلا للخط الدفاعي العسكري لشمال كابول وكان برفقته 1500 مجاهدا من أصحابه كما كان عنده إمكانيات عسكرية ضخمة من الأسلحة والذخيرة والسيارات، ولكن بمجرد وصول الخبر إليه بدء باستسلام جميع ما كان لديه من هذه الإمكانيات من الأشخاص والأسلحة والعتاد.
حتى أنه أرسل رسالة لأمير المؤمنين استأذن فيها من استعماله للرجل الصناعية التي قد صنعها بمبلغ 25000 ألف روبية باكستانية من ميزانية الإمارة الإسلامية.

## زهده وتقواه
إن داد الله رغم كونه قد اكتسب شهرة عالمية في مقابل القوات الأمريكية وقوات حلف شمال الأطلسي ورغم ما كان عنده من الصلاحيات المادية والإدارية الكثيرة إلا أنه لم يمتلك بيتا شخصيا يسكن فيه هو وأسرته وإلى يوم استشهاده كان يسكن في بيوت الإيجار.
إنه كان يقتصد في مأكله وملبسه إلى درجة كان يوم استشهاده وعند عرض جثمانه على الصحفيين كان يلبس على رجله اليمنى حذاء بسيطة جدا وكان يظهر عليها أثار المزق بوضوح، وهذا ما جعل الصحفيين في حيرة مما رأوا وكتبت عليه عدة مقالات.

## استشهاده
بعد جهاد وتضحيات دامت لعشرين سنة انتهت حياته الدنيوية الحافلة بالمغامرات والبطولات في معركة وجها لوجه مع القوات الأمريكية التي وقعت في منطقة “إسلام قلعة” من مديرية “هزار جفت” بولاية هلمند صبيحة يوم السبت 26-4- 1428 الموافق لـ 14-5- 2007 والتحق بالرفيق الأعلى.

## المصدر
1. ↑  بعد مقتل داد الله.. هل تخمد حرائق الجنوب الأفغاني؟ نسخة محفوظة 22 أكتوبر 2007 على موقع واي باك مشين.

## مواضيع ذات صلة
- أسامة بن لادن.
- ملا محمد عمر.
- القاعدة.
- طالبان.
- سلفية جهادية

## وصلات خارجية
صوت الجهاد 
مجلة الصمود 